# Hilda di Lussemburgo
Hilda di Lussemburgo, (nome completo Hilda Charlotte Wilhelmine von Nassau) (Wiesbaden, 5 novembre 1864 – Badenweiler, 8 febbraio 1952), nata principessa di Nassau-Weilburg e di Lussemburgo, divenne granduchessa di Baden come consorte di Federico II di Baden.

## Biografia

### Infanzia
Suo padre era il granduca Adolfo di Lussemburgo (1817-1905), figlio del duca Guglielmo di Nassau e della sua prima moglie, la duchessa Carlotta Luisa Federica di Sassonia-Altenburg; sua madre era la principessa Adelaide Maria di Anhalt-Dessau (1833-1916), figlia del principe Federico di Anhalt-Dessau e di Maria Luisa Carlotta, principessa di Assia-Kassel.

### Matrimonio
Il 20 settembre del 1885 Hilda sposò l'erede al trono di Baden Federico (1857-1928), figlio del granduca Federico I di Baden e della granduchessa Luisa, nata principessa di Prussia.

La coppia non ebbe figli.

### Granduchessa del Baden

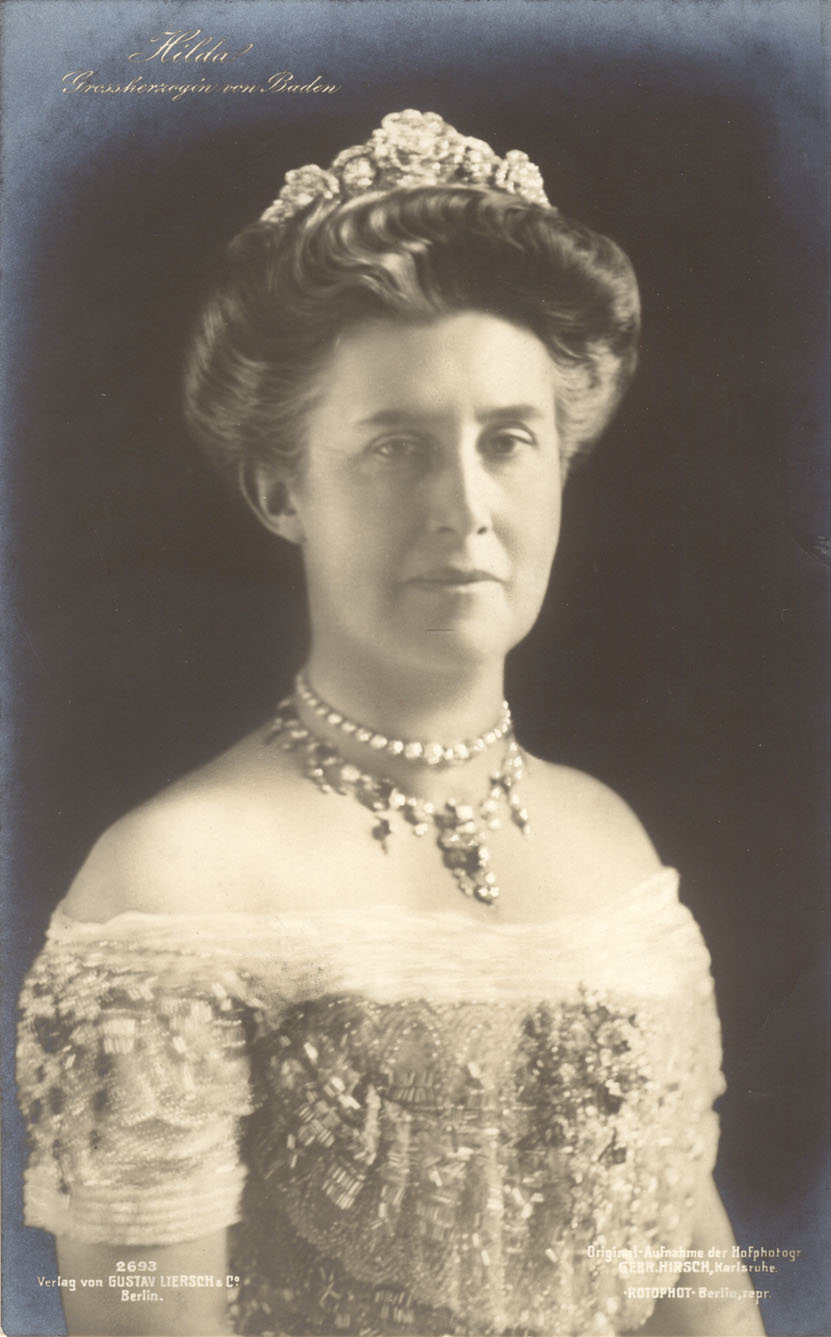
La granduchessa Hilde di Baden in un ritratto fotografico del XX secolo

Nel 1907, alla morte del padre, Federico ereditò il Granducato di Baden e Hilda divenne granduchessa. Nel 1918 Federico rinunciò ai suoi diritti, abdicando, mentre si instaurava la Repubblica di Weimar. Venne succeduto dal cugino Massimiliano di Baden.
Hilda, così come il resto della famiglia, lasciò il palazzo La Backway e partì per il palazzo Zwingenberg nella valle del Neckar. Con l'autorizzazione del nuovo governo, ebbe il permesso di soggiornare presso il Palazzo Langenstein, che apparteneva ad un conte svedese.
Nel 1919 la famiglia chiese il permesso al governo di risiedere a Mainau: venne loro risposto che ormai erano privati cittadini e potevano fare quello che volevano.

Hilda è descritta con un carattere allegro, che le consentiva di facilitare le cose con il suo senso dell'umorismo, capacità che usò durante la rivoluzione e negli anni successivi, quando si prese cura di suo marito, che aveva una salute debole.

### Morte

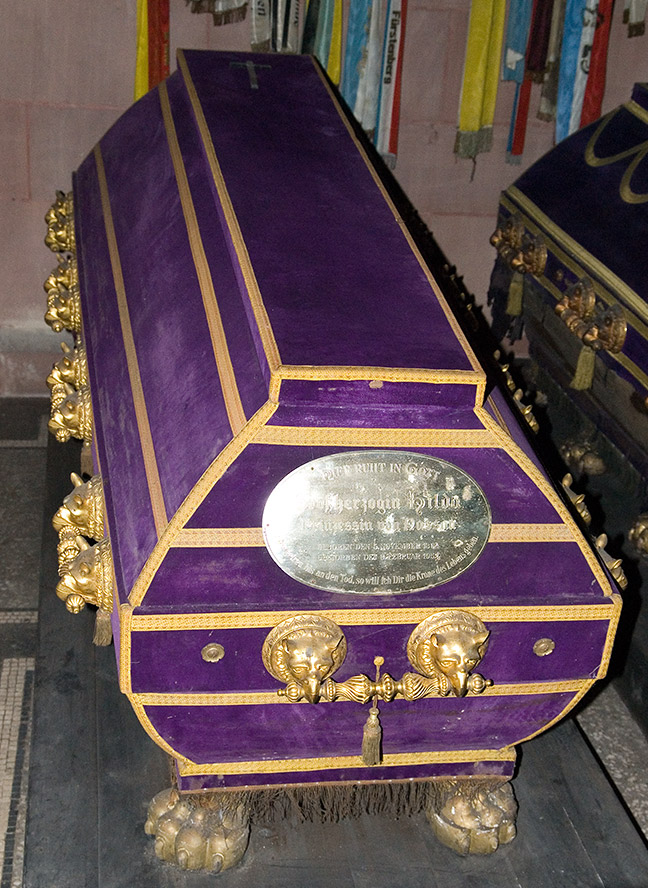
La tomba della granduchessa Hilde

Hilda sopravvisse al marito e morì all'età di ottantasette anni nel 1952. Alla sua morte la maggior parte delle proprietà di famiglia vennero ereditate dal principe Lennart Bernadotte (1910-2004), nipote di suo marito e figlio di Guglielmo di Svezia e di Maria Pavlovna di Russia.

## Ascendenza
|                                     |                           |                                  | Genitori                                        |  |  | Nonni |  |  | Bisnonni                              |  |  | Trisnonni                          |  |
|                                     |                           |                                  |                                                 |  |  |       |  |  | Federico Guglielmo di Nassau-Weilburg |  |  | Carlo Cristiano di Nassau-Weilburg |  |
|                                     |                           |                                  |                                                 |  |  |       |  |  | Federico Guglielmo di Nassau-Weilburg |  |  | Carlo Cristiano di Nassau-Weilburg |  |
|                                     |                           | Carolina d'Orange-Nassau         |                                                 |  |  |       |  |  | Federico Guglielmo di Nassau-Weilburg |  |  |                                    |  |
| Guglielmo di Nassau                 |                           |                                  |                                                 |  |  |       |  |  | Federico Guglielmo di Nassau-Weilburg |  |  |                                    |  |
|                                     |                           | Luisa Isabella di Kirchberg      | Guglielmo Giorgio di Sayn-Hachenburg-Kirchberg  |  |  |       |  |  |                                       |  |  |                                    |  |
|                                     |                           | Luisa Isabella di Kirchberg      | Guglielmo Giorgio di Sayn-Hachenburg-Kirchberg  |  |  |       |  |  |                                       |  |  |                                    |  |
|                                     |                           | Luisa Isabella di Kirchberg      | Isabella Augusta di Reuss-Greiz                 |  |  |       |  |  |                                       |  |  |                                    |  |
| Adolfo di Lussemburgo               |                           | Luisa Isabella di Kirchberg      |                                                 |  |  |       |  |  |                                       |  |  |                                    |  |
|                                     |                           | Federico di Sassonia-Altenburg   | Ernesto Federico III di Sassonia-Hildburghausen |  |  |       |  |  |                                       |  |  |                                    |  |
|                                     |                           | Federico di Sassonia-Altenburg   | Ernesto Federico III di Sassonia-Hildburghausen |  |  |       |  |  |                                       |  |  |                                    |  |
|                                     |                           | Federico di Sassonia-Altenburg   | Ernestina Augusta di Sassonia-Weimar            |  |  |       |  |  |                                       |  |  |                                    |  |
| Luisa di Sassonia-Hildburghausen    |                           | Federico di Sassonia-Altenburg   |                                                 |  |  |       |  |  |                                       |  |  |                                    |  |
|                                     |                           | Carlotta di Meclemburgo-Strelitz | Carlo II di Meclemburgo-Strelitz                |  |  |       |  |  |                                       |  |  |                                    |  |
|                                     |                           | Carlotta di Meclemburgo-Strelitz | Carlo II di Meclemburgo-Strelitz                |  |  |       |  |  |                                       |  |  |                                    |  |
|                                     |                           | Carlotta di Meclemburgo-Strelitz | Federica d'Assia-Darmstadt                      |  |  |       |  |  |                                       |  |  |                                    |  |
| Hilda di Lussemburgo                |                           | Carlotta di Meclemburgo-Strelitz |                                                 |  |  |       |  |  |                                       |  |  |                                    |  |
|                                     | Federico di Anhalt-Dessau | Leopoldo III di Anhalt-Dessau    |                                                 |  |  |       |  |  |                                       |  |  |                                    |  |
|                                     | Federico di Anhalt-Dessau | Leopoldo III di Anhalt-Dessau    |                                                 |  |  |       |  |  |                                       |  |  |                                    |  |
|                                     | Federico di Anhalt-Dessau | Luisa di Brandeburgo-Schwedt     |                                                 |  |  |       |  |  |                                       |  |  |                                    |  |
| Federico Augusto di Anhalt-Dessau   | Federico di Anhalt-Dessau |                                  |                                                 |  |  |       |  |  |                                       |  |  |                                    |  |
|                                     |                           | Amalia d'Assia-Homburg           | Federico V d'Assia-Homburg                      |  |  |       |  |  |                                       |  |  |                                    |  |
|                                     |                           | Amalia d'Assia-Homburg           | Federico V d'Assia-Homburg                      |  |  |       |  |  |                                       |  |  |                                    |  |
|                                     |                           | Amalia d'Assia-Homburg           | Carolina d'Assia-Darmstadt                      |  |  |       |  |  |                                       |  |  |                                    |  |
| Adelaide Maria di Anhalt-Dessau     |                           | Amalia d'Assia-Homburg           |                                                 |  |  |       |  |  |                                       |  |  |                                    |  |
|                                     |                           | Guglielmo d'Assia-Kassel         | Federico d'Assia-Kassel                         |  |  |       |  |  |                                       |  |  |                                    |  |
|                                     |                           | Guglielmo d'Assia-Kassel         | Federico d'Assia-Kassel                         |  |  |       |  |  |                                       |  |  |                                    |  |
|                                     |                           | Guglielmo d'Assia-Kassel         | Carolina di Nassau-Usingen                      |  |  |       |  |  |                                       |  |  |                                    |  |
| Maria Luisa Carlotta d'Assia-Kassel |                           | Guglielmo d'Assia-Kassel         |                                                 |  |  |       |  |  |                                       |  |  |                                    |  |
|                                     |                           | Luisa Carlotta di Danimarca      | Federico di Danimarca                           |  |  |       |  |  |                                       |  |  |                                    |  |
|                                     |                           | Luisa Carlotta di Danimarca      | Federico di Danimarca                           |  |  |       |  |  |                                       |  |  |                                    |  |
|                                     |                           | Luisa Carlotta di Danimarca      | Giuliana Maria di Brunswick-Lüneburg            |  |  |       |  |  |                                       |  |  |                                    |  |
|                                     |                           | Luisa Carlotta di Danimarca      |                                                 |  |  |       |  |  |                                       |  |  |                                    |  |